# Chameleon Labordův
Chameleon Labordův (Furcifer labordi) je druh chameleona, který žije pouze na Madagaskaru. Podobně jako některé jiné druhy rodu Furcifer (F. antimena, F. lateralis) má i tento chameleon zvláštní, jednoletý životní cyklus. Po vylíhnutí z vejce žije pouze čtyři až pět měsíců, což z jen činí čtyřnohého obratlovce s vůbec nejkratším životem. Mladí chameleoni se líhnou na začátku období dešťů v listopadu a velice rychle rostou, pohlavní dospělosti dosahují už v lednu, kdy začíná období páření. Na konci února nebo na začátku března samice nakladou vejce, rychle přichází stáří a smrt. Po celé období sucha je celá populace tvořena jen vyvíjejícími se vejci.
Chameleon Labordův je středně velký chameleon, dospělý samec může být i s ocasem dlouhý až 30 cm, samice jsou menší. Sexuální dimorfismus je výrazný: samci mají vysokou přilbu a výrazný hřbetní hřeben tvořený kónickými šupinami. Samci mají rovněž jakýsi roh na čenichu, který je ale spíš masitý, než tvrdý a tvořený keratinem, jak je tomu u jiných chameleonů. Hrdelní a břišní hřeben je méně vyvinutý. Samice mají jemnější přilbu, a hřbetní hřeben i čenichový výběžek jsou mnohem menší než u samců.
Samec je obvykle zbarven zeleně, s bílými pruhy na bocích, samice jsou pestřejší: základní barva je zelená, na bocích má fialové a modré skvrny, na zádech je skvrnitá oranžově a na hrdle má jasně červené proužky. Chameleoni se k sobě vzájemně chovají nepřátelsky, během období páření spolu samci bojují o právo pářit se se samicemi.
Obývá pouze ostnaté lesy a suché opadavé lesy na jihovýchodě a východě ostrova Madagaskar.